# Kristin Bauer
Kristin Bauer van Straten, geboren als Kristin Neubauer, (Racine, Wisconsin, 26 november 1966) is een Amerikaanse actrice. Ze huwde in 2009 met Zuid-Afrikaans muzikant Abri van Straten.

## Carrière
Bauer speelde in haar carrière een paar dozijn gastrollen in televisieseries. Terugkerende rollen had ze in de series Total Security en That's Life. Vanaf 2008 speelt ze de rol van Pamela "Pam" Swynford de Beaufort, een vampier uit de televisieserie True Blood. In 2011 speelde Bauer de rol van Maleficent in de ABC-serie Once Upon a Time. In 2014 keerde ze terug met een uitgebreidere verhaallijn rondom haar personage.

## Filmografie
- L.A. Law (1 aflevering, 1994) als Miss English
- Columbo: Undercover (1994) als Suzie Endicott
- Lois & Clark (1994) als Mrs. Loomis
- Silk Stalkings (1 aflevering, 1994) als Heather St. Clair
- Galaxis (1995) als Commander
- Cybill (1 aflevering, "The Curse of Zoey", 1995) als Kirsten
- The Crew (1995) als Maggie Reynolds
- Pointman (3 afleveringen, "That's Amore", "Father Connie" & "Business and Pleasure", 1995) als Ellie
- Glory Daze (1996) als Dina
- Seinfeld (1 aflevering, "The Bizarro Jerry", 1996) als Gillian
- Everybody Loves Raymond (1 aflevering, "The Car", 1997) als Lisa
- Men Behaving Badly (1 aflevering, "I Am What I Am", 1997) als Robin
- Romy and Michele's High School Reunion (1997) als Kelly
- Total Security (13 episodes, 1997) als Geneva Renault
- My Little Havana (1998) als Carmen
- Fantasy Island (1 aflevering, "Estrogen", 1998) als Tamara Stevens
- Chicago Hope (1 aflevering, "Viagra-Vated Assault", 1998) als Melody Cacaci
- Kiss Tomorrow Goodbye (2000) als Katy Scott
- Dancing at the Blue Iguana (2000) als Nico
- Dark Angel (1 aflevering, 2000) als Lydia Meyerson
- Hollywood Palms (2001) als Kathleen
- That's Life (8 afleveringen, 2000-2001) als Candy Cooper
- Room 302 (2001) als Karen
- Dharma & Greg (1 aflevering, "Dharma Does Dallas", 2001) als Stephanie
- Just Shoot Me! (2 afleveringen, "At Long Last Allie" & "Finch in the Dogg House", 2001) als Allie Gallo
- Justice League (4 afleveringen, 2001-2003) als Mera (stem)
- Boomtown (1 aflevering, 2002) als Prostitute
- Hidden Hills (2002) als Belinda Slypich
- Two and a Half Men (1 aflevering, "Piloto", 2003) als Laura
- Commando Nanny (2004) als Lizzie Winter
- 50 First Dates (2004) als Female Firefighter
- Living with Lou (2004) als Jean
- Dr. Vegas (1 aflevering, 2004) als Portia
- Quintuplets (1 aflevering, "Teacher's Pet", 2004) als Ms. Kilcoyne
- Crossing Jordan (2 afleveringen, "Fire in the Sky" & "Death Toll", 2004-2006) als Molly Greene
- Crazy (2005)
- Life of the Party (2005) als Caroline
- JAG (1 aflevering, 2005) als Megan Ransford
- Star Trek: Enterprise (1 aflevering, "Divergence", 2005) als Lt. Laneth
- Less Than Perfect (1 aflevering, "Casey V. Kronsky", 2005) als Kaye Buchinski
- Close to Home (1 aflevering, "Suburban Prostitution", 2005) als Shannon Cooke
- CSI: Crime Scene Investigation (1 aflevering, "Secrets and Flies", 2005) als Kenli Johnson
- Boston Legal (1 aflevering, "Ass Fat Jungle", 2005) als Tori Pines
- Pink Collar (2006) als Eve
- Desperate Housewives (1 aflevering, 2006) als Veronica
- Cold Case (1 aflevering, 2006) als Paula
- George Lopez (1 aflevering, 2007) als Cris Watson
- Dirty Sexy Money (2 afleveringen, 2007) als Rebecca Colfax
- Bones (1 aflevering, 2007) als Janelle Brown Stinson
- True Blood (2008-heden) als Pam
- Emily's Reasons Why Not (1 aflevering, 2008) als Bethany
- Private Practice (1 aflevering, 2009) als Susanna
- Subject: I Love You (2010) als Sarah Drake
- Once Upon a Time  (2011-present) als Maleficent - televisieserie, "The Thing You Love Most", "A Land Without Magic", "Darkness on the Edge of Town", "Unforgiven", "Enter the Dragon", "Poor Unfortunate Soul" & "Best Laid Plains"
- The Story of Luke  (2012) als Cindy